# XXVI обикновено народно събрание
Двадесет и шестото обикновено народно събрание е българско народно събрание, заседавало в сградата на Народното събрание в София от 15 декември 1945 до 28 септември 1946 г. Това е първото народно събрание след Деветосептемврийския преврат от 1944 г. То поставя началото на законодателството на оформилия се след 1948 г. комунистически тоталитарен режим. Закрито е на 6 ноември 1946 г.
Председател на XXVI обикновено народно събрание е Васил Коларов от Българската работническа партия (комунисти).

## Избори
След Деветосептемврийския преврат прокомунистическото правителство на Отечествения фронт разпуска XXV ОНС и управлява без парламентарен контрол. След края на военните действия в Европа през май 1945 година то взима решение да се проведат избори за нов парламент. Основната цел на това решение е да се легитимира правителството, което трябва да води преговори за сключване на мирен договор, слагащ край на Втората световна война.
Изборите се провеждат по нов избирателен закон, с който за пръв път в България се дават избирателни права на нови групи хора – неомъжваните жени, военните и милиционерите. Минималната възраст на кандидатите е намалена на 23 години, но е забранено кандидатирането на неудобни за правителството „лица с фашистки прояви“. Кандидати могат да представят управляващия Отечествен фронт, регистрираните политически партии (отново с условие да нямат „фашистки прояви“) и инициативни комитети. Гласува се по пропорционална система.
Първоначално изборите са насрочени за 26 август 1945 година, но под натиска на представителите на Съединените щати и Великобритания в Съюзната контролна комисия те са отложени за 18 ноември, като е разрешено легалното функциониране на опозиционните партии и са нанесени изменения в избирателния закон. Въпреки тези промени, опозиционните партии смятат, че в страната няма условия за провеждане на демократични избори, и отказват да участват в тях.
В условията на политически терор и при бойкот на изборите от страна на опозицията Отечествения фронт печели всички места в парламента при отчетена избирателна активност от 86%. С цел да се демонстрира многопартийност, в листите са включени много представители на коалиционните партньори в Отечествения фронт, като комунистите нямат мнозинство.
Общото число на народните представители е 276. По списък избраните народни представители са 279, понеже са включени двама починали и един подал оставка.
| Партии                                             | Мандати | Мандати |
| Партии                                             | Брой    | %       |
| -------------------------------------------------- | ------- | ------- |
| Българска работническа партия (комунисти)          | 94      | 34,1    |
| Български земеделски народен съюз (казионен)       | 94      | 34,1    |
| Народен съюз „Звено“                               | 45      | 16,2    |
| Българска работническа социалдемократическа партия | 31      | 11,2    |
| Радикална партия                                   | 11      | 4,0     |
| независими                                         | 1       | 0,4     |
| Общо                                               | 276     | 100,0   |

## Дейност
XXVI ОНС е открито на 15 декември 1945 с тронно слово на регента Венелин Ганев.
XXVI обикновено народно събрание развива активна дейност, с която полага правните основи на тоталитарния режим. За осеммесечното си съществуване то приема 215 закони и закона за изменение на закони. Законът за ръководство и контрол на армията отнема функциите на Регентството и става основа за масова чистка на офицерския състав на Българската армия и замяната му с хора, лоялни към Комунистическата партия, като част от тях дори са със съветско гражданство. Поставено е и началото на национализацията със Закон за трудовата поземлена собственост и Закон за конфискуване на придобитите чрез спекула и по незаконен начин имоти.
Въпреки усилията на правителството да демонстрира поне частично и формално придържане към Търновската конституция, XXVI ОНС не успява да получи признанието на демократичните страни от Антихитлеристката коалиция. Притиснат от необходимостта да сключи мирен договор с тях, режимът е принуден да допусне представители на опозицията в парламента. През юли 1946 г. е приет Закон за допитване до народа за премахване на монархията и провъзгласяване на Народна република и за свикване на Велико народно събрание. Въз основа на него е избрано VI велико народно събрание, последният парламент с участие на опозицията преди окончателното установяване на комунистическия режим.

## Сесии
- I редовна (15 декември 1945 – 6 ноември 1946)

## Бюро

### Председател
- Васил Коларов[7] (БРП (комунисти))

### Подпредседатели
- Георги Трайков – подпредседател на Бюрото на Народното събрание (БЗНС)
- Петър Попзлатев – подпредседател на Бюрото на Народното събрание (Звено)
- Кирил Обретенов – подпредседател на Бюрото на Народното събрание (БРСДП (обединена))
- Пенчо Костурков – подпредседател на Бюрото на Народното събрание (Радикална партия)

## Известни депутати
Българска работническа партия (комунисти)
- Георги Димитров
- Васил Коларов
- Минчо Нейчев
- Владимир Поптомов
- Антон Югов